# Titanic (ścieżka dźwiękowa)
Titanic – album ze ścieżką dźwiękową do nagrodzonego jedenastoma Oscarami filmu Titanic Jamesa Camerona. Muzykę do filmu zawartą w albumie skomponował James Horner.

## Okoliczności powstania
Cameron początkowo zamierzał, by muzykę do jego dzieła skomponowała Enya. W obliczu jej odmowy, Cameron zaproponował kompozycję tła muzycznego Jamesowi Hornerowi. Relacje między nimi były raczej chłodne od czasu ich współpracy nad filmem Obcy – decydujące starcie, ale styl kompozycji ścieżki dźwiękowej do filmu Braveheart. Waleczne serce ostatecznie przekonał Camerona. James Horner napisał muzykę, mając na uwadze niepowtarzalny styl Enyi, starając się uchwycić jego specyficzne cechy.
Na początku Cameron nie zamierzał aranżować specjalnego tła muzycznego pod napisy końcowe. James Horner nie zgodził się z jego punktem widzenia, i potajemnie wraz z Willem Jenningsem przygotował oraz nagrał całą piosenkę. Wiodący utwór My Heart Will Go On zaśpiewała Céline Dion, a kiedy został on zaprezentowany reżyserowi, ten od razu zgodził się na jego włączenie do filmu. Był to „strzał w dziesiątkę” – My Heart Will Go On zostało nagrodzone Oscarem za najlepszą oryginalną piosenkę filmową w 1997 (kolejnego Oscara zdobyła ścieżka dźwiękowa jako całość). Ten utwór o miłości w krótkim czasie obiegł czołowe lokaty notowań muzycznych na świecie i odniósł wielki sukces komercyjny.
Soundtrack w Polsce osiągnął certyfikat siedmiokrotnie platynowej płyty.
Po entuzjastycznym przyjęciu albumu muzycznego Titanic, wytwórnia Sony Classical wydała jeszcze jeden, o nazwie Back to Titanic. Nie podzielił on jednak sukcesu poprzednika.

## Lista utworów
- 1. „Never an Absolution”
- 2. „Distant Memories”
- 3. „Southampton”
- 4. „Rose”
- 5. „Leaving Port”
- 6. „Take Her to Sea, Mr. Murdoch”
- 7. „Hard to Starboard”
- 8. „Unable to Stay, Unwilling to Leave”
- 9. „Sinking”
- 10. „Death of Titanic”
- 11. „Promise Kept”
- 12. „Life So Changed”
- 13. „Ocean of Memories”
- 14. „My Heart Will Go On (Love Theme from Titanic)”
- 15. „Hymn to the Sea”